# Клан Инугами (фильм, 1976)
«Клан Инугами» (яп. 犬神家の一族, инугами-кэ-но итидзоку; англ. The Inugami Family) — детективный фильм режиссёра Кона Итикавы по роману Сэйси Ёкомидзо, вышедший на экраны в 1976 году. Первая часть пенталогии Кона Итикавы о частном детективе Коскэ Киндаити. Последующие киноленты этого детективного цикла: «Дьявольская считалочка» (1977); «Остров Гокумон» (1977); «Пчелиная матка» (1978) и «Дом повешенной на Больничном Спуске» (1979).

## Сюжет
Действие разворачивается спустя два года после поражения Японии во Второй мировой войне (1947 год). В городе Насу, где находится главный офис крупной фармацевтической компании Inugami Pharmaceuticals, у умирающего патриарха и основателя фирмы Сахэя Инугами собираются члены его большой семьи в надежде услышать его последнюю волю. Однако присутствующий при этом адвокат говорит собравшимся, что завещание будет оглашено только тогда, когда все члены клана будут в сборе. При этом Сахэй Инугами умирает.
Адвокат Вакабаяси, один из сотрудников адвокатской конторы Фурудатэ, в которой хранится завещание покойного, подозревая, что должно случиться что-то неладное, вызывает из Токио частного детектива Коскэ Киндаити. Однако, едва прибыв в Насу и разместившись в гостинице, Киндаити обнаруживает пришедшего к нему в номер Вакабаяси мёртвым.
Во время первого сбора клана Инугами недоставало Сукэкиё, сына старшей из дочерей Сахэя Инугами, Мацуко. Сукэкиё в это время считался пропавшим без вести где-то в Бирме, куда был направлен во время боевых действий в годы войны. Одновременно с Киндаити в Насу приезжают Мацуко с наконец-то нашедшимся Сукэкиё. Клан Инугами теперь в полном сборе и готов выслушать от адвоката завещание покойного.
Однако последняя воля Сахэя Инугами ошарашивает буквально всех присутствующих: всё имущество завещано Тамаё Нономия, девушке из чужого рода, которая уже давно живёт в их семье. Никто из семьи даже не подозревает, что она приходится умершему внучкой. И, конечно, когда в доме начинают происходить таинственные убийства, все подозрения падают на неё. Только полицейскому детективу Киндаити не кажется, что смерти членов семьи Инугами так легко объяснить.

## В ролях
- Кодзи Исидзака — Коскэ Киндаити
- Ёко Симада — Тамаё Нономия
- Тэрухико Аои — Сукэкиё Инагуми / Сидзума Аонума
- Миэко Такаминэ — Мацуко Инугами
- Мицуко Кусабуэ — Умэко Инугами
- Мики Сандзё — Такэко Инугами
- Акира Кавагути — Саёко Инугами
- Рёко Сакагути — Хару
- Такэо Тии — Сукэтакэ Инугами
- Хисаси Кавагути — Сукэтомо Инугами
- Акидзи Кобаяси — Кокити Инугами
- Нобору Митани — Фудзисаки
- Минору Тэрада — Сарудзо
- Кадзунага Цудзи — детектив Иноуэ
- Хироя Морита — семейный доктор
- Кёко Кисида — учительница Кото
- Эйтаро Одзава — Фурудатэ, адвокат
- Рэнтаро Микуни — Сахэй Инугами

## Премьеры
- — 16 октября 1976 года — национальная премьера фильма в Токио[1].

## Премии и номинации
Кинопремия «Майнити»
- 31-я церемония награждения (за 1976 год) — приз за лучшую женскую роль второго плана — Миэко Такаминэ[2].

Hochi Film Awards (1976)
- Премия за лучший фильм — Кон Итикава.[3]

Кинопремия «Кинэма Дзюмпо»
- 1977 — приз лучшему японскому режиссёру (за 1976 год) — Кон Итикава[1].

Кинопремия «Майнити» (1977)
- 20-я церемония награждения (за 1976 год).[1]

- Премия за лучшую операторскую работу — Киёси Хасэгава.
- Премия за лучшую музыку к фильму — Юдзи Оно.
- Премия за лучший звук — Тэцуя Охаси.
- Приз зрительских симпатий от читателей газеты — Кон Итикава.